# Thor (filme)
Thor é um filme de super-herói americano de 2011, baseado no personagem homônimo da Marvel Comics, produzido pela Marvel Studios e distribuído pela Paramount Pictures. É o quarto filme do Universo Cinematográfico Marvel. O filme foi dirigido por Kenneth Branagh, escrito por Ashley Edward Miller & Zack Stentz e Don Payne, e estrelado por Chris Hemsworth, Natalie Portman, Tom Hiddleston, Stellan Skarsgård, Colm Feore, Ray Stevenson, Idris Elba, Kat Dennings, Rene Russo e Anthony Hopkins. O filme conta a história de Thor, o príncipe herdeiro de Asgard, banido à Terra e despojado de seus poderes depois que ele reinicia uma guerra antiga. Como seu irmão, Loki, planeja tomar o trono para ele mesmo, Thor deve provar ser digno e recuperar seu martelo, o Mjöllnir.
Sam Raimi desenvolveu primeiro o conceito de uma adaptação cinematográfica de Thor em 1991, mas logo abandonou o projeto, o deixando em "desenvolvimento parado" por vários anos. Durante este tempo, os direitos foram adquiridos por vários estúdios de cinema até que a Marvel Studios contratou Mark Protasiewicz para desenvolver o projeto em 2006, e planejava financiá-lo e lançá-lo através da Paramount Pictures. Matthew Vaughn foi originalmente contratado para dirigir o filme numa tentativa de lançamento para 2010. No entanto, depois que Vaughn saiu do projeto em 2008, Branagh foi contratado e o lançamento do filme foi reprogramado para 2011. Os personagens principais foram escalados em 2009, e as filmagens ocorreram na Califórnia e Novo México de janeiro a maio de 2010. O filme foi convertido para 3D na pós-produção.
Thor estreou em 17 de abril de 2011, em Sydney, Austrália e foi lançado em 6 de maio de 2011, nos Estados Unidos. O filme foi um sucesso financeiro e recebeu críticas geralmente positivas de críticos de cinema. O DVD e o Blu-ray foram lançados em 13 de setembro de 2011. Uma sequência, Thor: The Dark World, foi lançada em 8 de novembro de 2013. O terceiro filme da trilogia, Thor: Ragnarok, chegou aos cinemas em 3 de novembro de 2017. No Brasil e em Portugal, a estreia ocorreu antes, no dia 26 de outubro.

## Enredo
Em 965 D.C., Odin, rei de Asgard, declara guerra contra os Gigantes de Gelo de Jotunheim e seu líder Laufey, para impedi-los de conquistar os Nove Reinos, começando pela Terra. Os guerreiros asgardianos derrotam os Gigantes de Gelo e conseguem pegar a fonte do seu poder, uma caixa mágica de gelo.
No presente, o filho de Odin, Thor se prepara para ascender ao trono de Asgard, mas é interrompido quando os Gigantes de Gelo invadem o palácio e tentam recuperar a caixa. Contra a ordem de Odin, Thor viaja para Jotunheim para enfrentar Laufey, acompanhado por seu irmão Loki, sua amiga de infância Sif e os Três Guerreiros: Volstagg, Fandral e Hogun. Uma batalha acontece até Odin intervir para salvar os asgardianos, destruindo a frágil trégua entre as duas raças. Devido à arrogância de Thor, Odin tira-lhe todo o poder divino e bane-o para a Terra como um mortal acompanhado de seu martelo Mjölnir, agora protegido por um encantamento para permitir que apenas os dignos possam empunhá-lo.
Loki descobre que na verdade é filho de Laufey e que foi adotado por Odin depois que a guerra terminou. Odin, dominado pelo estresse da descoberta de Loki e o banimento de Thor, cai no profundo "Sono de Odin" que irá lhe permitir recuperar-se. Loki se torna rei temporariamente e entra em contato com Laufey, oferecendo-lhe a chance de matar Odin e recuperar a caixa.
Sif e os Três Guerreiros, infelizes com o governo de Loki, tentam resgatar Thor de seu exílio, convencendo Heimdall, o guardião da Ponte Bifröst - o meio de viajar entre os mundos - a permitir sua passagem para a Terra. Consciente do seu plano, Loki envia o Destruidor, um robô aparentemente indestrutível, para persegui-los e matar Thor. Os guerreiros encontram Thor, mas o Destruidor os encontra e os derrota, fazendo Thor oferecer sua própria vida para que os outros possam se afastar em segurança. Derrotado pelo Destruidor e próximo da morte, o sacrifício de Thor prova-o digno de empunhar Mjölnir. O martelo retorna a ele, devolvendo os seus poderes e habilitando-o para derrotar o Destruidor. Thor se despede de Jane com um beijo e promete voltar depois de ir para Asgard junto com os guerreiros para derrotar Loki.
Em Asgard, Loki trai e mata Laufey, revelando o seu verdadeiro plano de usar a tentativa de Laufey de atentar contra a vida de Odin como uma desculpa para destruir Jotunheim com a ponte Bifröst, provando-se digno de seu pai. Thor chega e luta com Loki antes de destruir a Ponte Bifröst para parar o plano de Loki, prendendo-o em Asgard. Odin acorda e impede os irmãos de cair no abismo criado na esteira da destruição da ponte, mas Loki permite-se cair. Thor faz as pazes com Odin, admitindo que ele não está pronto para ser rei, enquanto na Terra, Jane e sua equipe buscam uma maneira de abrir um portal para Asgard.
Em uma cena pós-créditos, Selvig foi levado para uma instalação da S.H.I.E.L.D., onde Nick Fury abre uma maleta e pede-lhe para estudar um objeto misterioso, que Fury diz que têm um poder incalculável. Um Loki invísivel ordena que Selvig concorde, e Selvig faz.

## Elenco e personagens

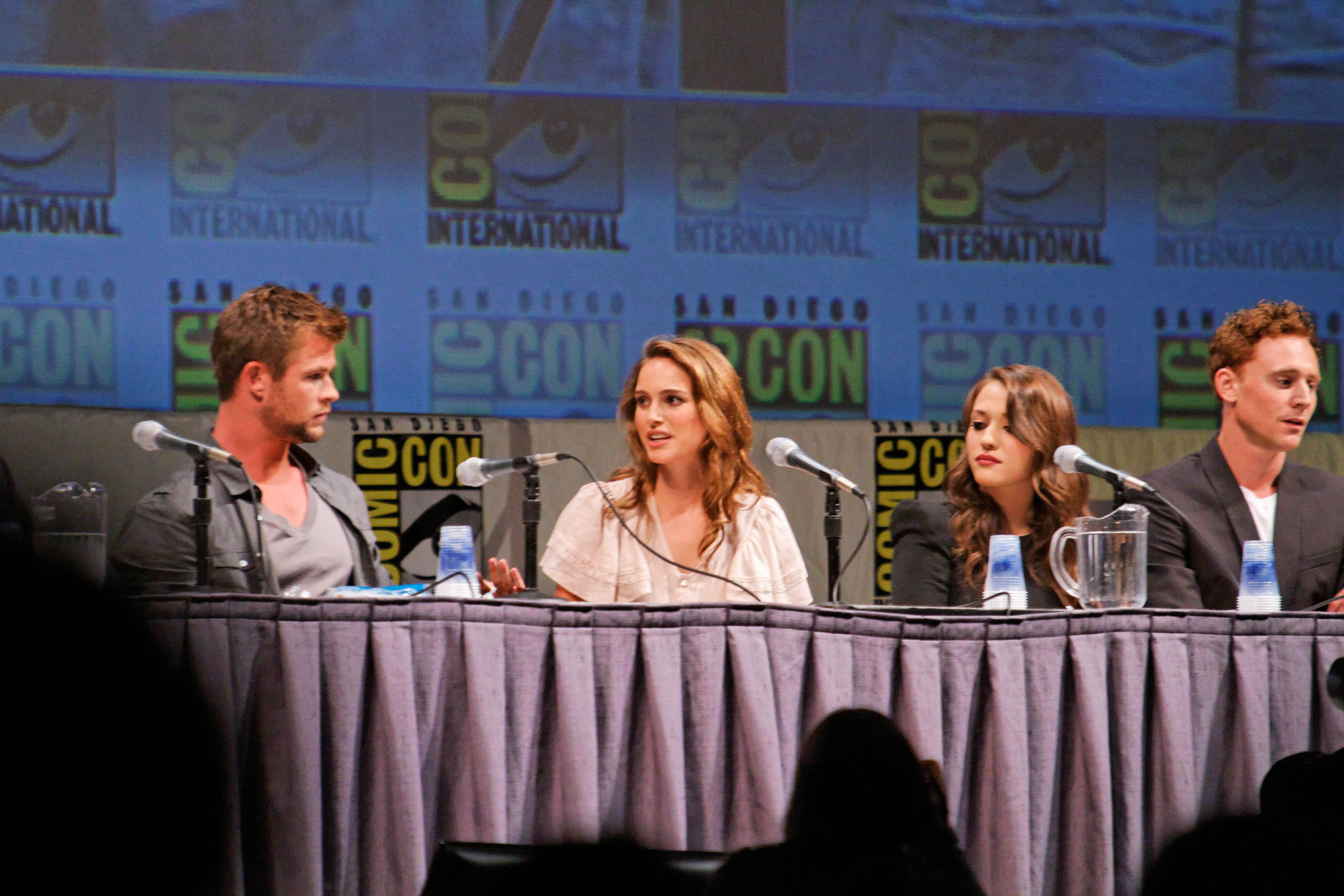
Chris Hemsworth, Natalie Portman, Kat Dennings e Tom Hiddleston na San Diego Comic-Con 2010.

- Chris Hemsworth como Thor: O príncipe herdeiro de Asgard,  baseado na divindade da mitologia nórdica de mesmo nome. O diretor Kenneth Branagh e o chefe da Marvel Studios, Kevin Feige, escolheram Hemsworth depois de um processo "vai-e-vem" em que o ator de 27 anos foi inicialmente desconsiderado e, em seguida, dada uma segunda oportunidade de concorrer ao papel.[8] Hemsworth declarou que ele ganhou 20 quilos para o papel e revelou que "não foi até Thor que eu comecei a levantar pesos, era tudo muito novo para mim".[9] Em relação a sua interpretação do personagem, Hemsworth disse: "Nós simplesmente tentamos tentando humanizá-lo de tudo e mantê-lo muito real. Olhamos para toda a pesquisa sobre os quadrinhos que pudemos, mas também trazê-lo de volta para "Quem é esse cara como pessoa, e qual é o relacionamento dele com as pessoas nas cenas individuais?"[10] Sobre abordar o estilo de luta de Thor, ele comentou: "Primeiro, olhamos para os quadrinhos e as posturas, a forma como o Thor se movimentava e lutava, e muito de seu poder parece ser elaborado através do solo. Falamos com boxeadores, você sabe, Mike Tyson, muito baixo para o chão e peito aberto e grandes balanços de ombros e muito tipo de brutal, mas gracioso ao mesmo tempo, e então, quando filmamos, as coisas ficaram mais fáceis".[11] Dakota Goyo interpreta um jovem Thor.

- Natalie Portman como Jane Foster: Uma cientista e interesse amoroso de Thor. A Marvel Studios declarou em um anúncio que a personagem foi atualizada a partir do retrato inicial dos quadrinhos para a adaptação do filme.[12] Quando perguntada por que ela assumiu o papel, Portman respondeu: "Eu apenas pensei que soou como uma ideia estranha porque Kenneth Branagh dirigia isso, então eu fiquei como: 'Kenneth Branagh fazendo Thor é super-estranho, eu tenho que fazer isso.'"[13] Portman declarou que ela realmente queria fazer um filme de grandes efeitos que enfatizasse seus personagens, e chegar a fazer isso com Branagh era uma nova maneira de abordar isto, relativo a Star Wars.[14] Em relação a sua preparação para o papel, Portman comentou: "Eu assinei para fazer isso antes que houvesse um roteiro. E Ken, que é incrível, que é tão incrível, ficou como, 'Você pode realmente ajudar a criar essa personagem. Eu tive que ler todas essas biografias de mulheres cientistas como Rosalind Franklin, que realmente descobriu a dupla hélice do DNA, mas não obteve crédito por isso. As lutas que elas tiveram e do jeito que eles pensavam – eu fiquei como, 'Que grande oportunidade, em um filme muito grande que será visto por muitas pessoas, ter uma mulher como cientista'. Ela é uma cientista muito séria. Porque nos quadrinhos ela é uma enfermeira e agora a fizeram uma astrofísica. Realmente, eu sei que isso parece bobo, mas são as pequenas coisas que as meninas pensam que é possível. Não lhes dá um [papel de] modelo de "Oh, eu só tenho que me vestir bonito nos filmes".[15]

- Tom Hiddleston como Loki: O irmão adotivo de Thor e nêmesis baseado na divindade de mesmo nome. Hiddleston foi escolhido depois de trabalhar anteriormente com Branagh em Ivanov e Wallander.[16] Inicialmente, Hiddleston fez teste para interpretar Thor, mas Branagh decidiu que o seu talento seria melhor aproveitado interpretando Loki. Hiddleston declarou que, "Loki é como uma versão em quadrinhos de Edmund de Rei Lear, mas mais desagradável". Hiddleston afirmou que ele tinha que manter uma dieta rigorosa antes do início das filmagens porque "Ken (Branagh) queria que Loki tivesse uma aparência magra e faminta, como Cassius de Júlio César. Fisicamente, ele não pode estar posando como Thor".[17] Hiddleston olhou Peter O'Toole como inspiração para Loki, assim explicando: "Curiosamente, Kenneth Branagh disse para olhar Peter O'Toole em dois filmes específicos, O Leão no Inverno e Lawrence da Arábia. O que é interessante sobre ... o seu desempenho é que você vê o quão danificado ele está. Há uma crueza [para a performance dele]; é quase como se ele está vivendo com uma camada de pele descascada. Ele é grandioso e, em certos momentos, por sua vez, hilariante e, em seguida, aterrorizante. O que queríamos era aquela volatilidade emocional. É um estilo de atuação diferente, não é exatamente a mesma coisa, mas é fascinante voltar e assistir um ator tão grande como O'Toole".[18] Ted Allpress interpreta um jovem Loki.

- Stellan Skarsgård como Erik Selvig: Um cientista fazendo pesquisas no Novo México que encontra Thor.[19] Skarsgård afirmou que não estava familiarizado com a versão dos quadrinhos de Thor.[20] Quanto ao motivo dele ter assumido o papel, Skarsgård observou que "escolhi Thor por causa do [diretor] Kenneth Branagh. O roteiro foi bom e tivemos que ensaiar e conversar com os roteiristas e colaborar no processo para que ele se ajustasse a nós. Então eu tive um tempo muito feliz nisso. O que eu sempre tento fazer é imediatamente fazer algo que eu simplesmente não fiz, então eu tenho variação na minha vida. Eu fiz cerca de 90 filmes e, se eu fizesse o mesmo repetidamente, ficaria entediado até agora. Eu tento escolher filmes diferentes, eu vou fazer esses grandes e tendo feito isso, eu geralmente posso dar ao luxo de ir e fazer filmes muito pequenos e obscuros e experimentar um pouco".[21]

- Colm Feore como Laufey: Rei dos Gigantes de Gelo e o pai biológico de Loki, baseado no ser mitológico de mesmo nome, que na mitologia era na verdade a mãe de Loki.[22] Feore declarou que demorou cinco horas para que sua maquiagem fosse aplicada.[23] Sobre o seu personagem, Feore comentou: "Eu sou o Rei dos Gigantes de Gelo. E se você já viu algum dos Gigantes Gelo, você sabe que eu sou, é claro, o Napoleão dos Gigantes de Gelo."[22] Ele disse que o estudo de Shakespeare que ele compartilhou com Hopkins e o diretor Branagh ajudou a manter a produção em movimento rapidamente, dizendo que "durante as pausas, Tony, eu e Ken estávamos falando na estenografia de Shakespeare sobre o que os personagens estavam fazendo, no que pensávamos que eles podem ser, e como poderíamos concentrar nossa atenção de forma mais inteligente. Estas foram discussões que levaram apenas alguns minutos entre as tomadas, mas permitiram que Ken, Tony e eu nos entendêssemos instantaneamente sem que Ken demorasse uma hora para explicar aos atores exatamente o que estava acontecendo. Então isso foi extremamente útil."[24]

- Ray Stevenson como Volstagg: Um membro dos Três Guerreiros, um grupo de três aventureiros Asgardianos que estão entre os camaradas mais próximos de Thor, conhecido por seu apetite e circunferência larga.[25] Stevenson trabalhou anteriormente com Kenneth Branagh no filme de 1998, The Theory of Flight, e pratagonizou um filme baseado em um personagem da Marvel, Punisher: War Zone. Sobre o físico de Volstagg, Stevenson disse, "Ele tem toda essa verniz e vigor de Falstaff, e um pouco de barriga de cerveja para sugerir esse enorme apetite, mas ele não é o tipo de figura em forma de Weeble que ele é nos quadrinhos. Ele é Falstaff com músculos. Eu tenho essa incrível espuma injetada sob o traje que flui comigo."[26]

- Idris Elba como Heimdall: O sentinela Asgardiano que tudo vê e tudo ouve, guardião da Ponte de Bifrost, baseado na divindade nórdica de mesmo nome.[27] Elba disse que o envolvimento de Branagh foi um grande incentivo para assumir o papel: "[Branagh] me chamou pessoalmente e disse:" Sei que este não é um papel importante, mas eu realmente adoraria ver você interpretando ele". É Kenneth Branagh. Eu era como, 'Definitivamente'".[28] Sobre o papel Elba observou, "eu fiz tela verde pela primeira vez! No entanto, eu não gostaria de fazer um filme inteiro de tela verde. Você esquece o enredo um pouco—como estar em uma peça da Broadway e fazendo isso uma e outra vez e esquecendo sua linha a meio caminho".[29] Elba afirmou ter feito um compromisso de quatro filmes com a Marvel Studios.[30] A escalação de Elba levou a uma proposta de boicote pelo Conselho dos Cidadãos Conservadores e um debate entre os fãs de quadrinhos, alguns insistindo que era errado que um homem negro interpretasse um deus nórdico. Em resposta, Elba chamou o debate de "ridículo".[31][32][33]

- Kat Dennings como Darcy Lewis: Uma especialista em ciência política que é a estagiária de Jane Foster.[34] Dennings descreveu seu personagem como a "pequena ajudante gnomo de Foster".[14] Dennings afirmou que seu papel foi expandido durante o processo de ensaio.[35] Dennings explicou, "Ela é como uma filhinha fofa e despreocupada. Não havia muito na página para o papel de Darcy para começar e eu nem vi um roteiro antes de assumir o papel, então eu realmente não sabia quem era Darcy no início. Mas ela realmente evoluiu—ela é tão divertida agora. Ela é muito Scooby-Doo se isso faz sentido. Ela está sempre três passos atrás e reagindo ao que está acontecendo com essas grandes expressões ... Ela faz as coisas errados e não se importa."[36]

- Rene Russo como Frigga: A esposa de Odin, rainha de Asgard, mãe de Thor e mãe adotiva de Loki, baseada na divindade mitológica de mesmo nome.[37] Russo afirmou em uma entrevista de março de 2011 que ela assinou contrato para possíveis sequências, brincando que, ""Eventualmente eles vão me expulsar, então quem sabe quantos eu vou fazer".[38]

- Anthony Hopkins como Odin: O governante de Asgard, pai de Thor e pai adotivo de Loki, baseado na divindade nórdica de mesmo nome.[39] Em uma entrevista, Hopkins afirmou que não sabia nada os quadrinhos. Sobre o filme, ele disse, "É um filme de super-herói, mas com um pouco de Shakespeare" jogado dentro".[40] Hopkins declarou, "Eu estou muito interessado nessa relação entre pais e filhos", e que, "a relação do meu pai comigo estava fria. Quando eu era jovem, ele expressou sua decepção porque eu estava ruim na escola e tudo isso. Ele não quis dizer nada, mas eu senti que nunca iria atender as suas expectativas". Hopkins manifestou que ele encontrou uma ressonância pessoal no papel de Odin, dizendo, "Ele é um homem severo. Ele é um homem com um propósito. Eu faço o deus que expulsa o filho do reino de Asgard, porque ele errou. Ele é um cabeça-quente, jovem temperamental, provavelmente um chip fora do bloco velho, mas eu decidi que ele não está realmente pronto para governar o reino futuramente, então eu o bano".[41] Em maio de 2016, Mel Gibson revelou que foi procurado para o papel, mas recusou.[42]

- Tadanobu Asano como Hogun: Um membro dos Três Guerreiros, identificado principalmente pelo seu comportamento severo e como o único membro que não é um Aesir.[25] Ray Stevenson disse sobre o personagem de Asano, "Ele não fala muito, mas quando ele fala, todo mundo se cala. Mas também na sala de cura onde todos lambem suas feridas, ele é o cara que só fala sobre seu negócio".[43]

- Josh Dallas como Fandral: Um membro dos Três Guerreiros, caracterizado como um swashbuckler irreprimível romântico.[25] Stuart Townsend foi inicialmente escalado após Zachary Levi ser forçado a abandonar o papel devido a um conflito de agenda.[25][44] No entanto, dias antes do início das filmagens, Townsend foi substituído por Dallas citando "diferenças criativas".[45] Dallas disse acreditar que Fandral "gostaria de pensar em si mesmo um namorador. Ele gostaria de pensar em si mesmo, eu estava dizendo, como o R. Kelly de Asgard. Ele é um amante, não um lutador". Dallas mencionou que Errol Flynn foi uma inspiração para o personagem, dizendo: "Ele foi uma grande inspiração para o personagem e para mim. Eu vi um monte de seus filmes. Eu tentei trazer um pouco de Flynn nele. Flynn tinha muito desse charme pueril que Fandral tem..."[43]

- Jaimie Alexander como Sif: Uma guerreira e amiga de infância de Thor, baseada na divindade mitológica do mesmo nome. Alexander disse que ela estava familiarizada com a Marvel Comics antes de ter assumido o papel, tendo crescido com quatro irmãos.[46] Alexander disse que o papel exigiu horas por dia no ginásio, embora o treino não tenha sido estranho para ela, explicando que ela era uma das poucas meninas da equipe de luta profissional do ensino médio em sua escola em Colleyville, Texas.[47] Alexander descreveu sua personagem como "um dos caras" e que, "ela é uma guerreira talentosa e habilidosa e pode ficar sozinha contra qualquer vilão no filme". Sobre seu relacionamento com Thor, ela afirmou: "Ela é muito leal a Thor e se preocupa muito com proteger ele e proteger Asgard".[48]

Além disso, Clark Gregg reprisa seu papel como o agente da S.H.I.E.L.D., Phil Coulson, dos filmes do Homem de Ferro. Adriana Barraza interpreta a proprietária do café-restaurante Isabel Alvarez e Maximiliano Hernández interpreta o agente da S.H.I.E.L.D., Jasper Sitwell. Joseph Gatt, Joshua Cox e Douglas Tait interpretam os Gigantes de Gelo. Stan Lee e J. Michael Straczynski tem aparições cameo como motoristas de caminhão pick-up, Walter Simonson tem uma aparição cameo como um dos convidados em um grande banquete Asgardiano, e Samuel L. Jackson e Jeremy Renner tem cameos não creditados como Nick Fury e Clint Barton, respectivamente.

## Produção

### Desenvolvimento
"Os poderes do Thor são ótimos, sim... Mas no final do dia, ele é um homem ... Odin o manda para a Terra porque ele não é perfeito. Ele é impetuoso, arrogante. Mesmo confiante demais ... ele também sangra. Ele luta. E quando ele desencadeia a tempestade, você quer sentir como se você estivesse vendo o poder de um Deus trabalhando."
—Ashley Miller, corroteirista de Thor, sobre o projeto.

Sam Raimi originalmente imaginou uma ideia para Thor depois de fazer Darkman (1990); ele teve uma reunião com Stan Lee e apresentou seu conceito para a 20th Century Fox, mas eles não entenderam ele. Thor foi abandonado até abril de 1997, quando a Marvel Studios estava começando a crescer. O projeto ganhou impulso após o sucesso de X-Men (2000). O plano era que Thor fosse feito para a televisão. A UPN estava em negociações para exibi-lo; entusiasmados pela perspectiva, eles se aproximaram de Tyler Mane para interpretar Thor. Em maio de 2000, a Marvel Studios trouxe a Artisan Entertainment para financiá-lo como um filme, mas em junho de 2004 o projeto ainda não havia sido patrocinado por um estúdio. Finalmente, a Sony Pictures Entertainment comprou os direitos do filme e, em dezembro de 2004, David S. Goyer estava em negociações para escrever e dirigir. Em 2005, embora houvesse conversações entre Goyer e a Marvel, que Goyer não estava mais interessado,  embora neste momento o filme ainda seria distribuído pela Sony Pictures.
Mark Protosevich, um fã das histórias em quadrinhos de Thor, concordou em escrever o roteiro em abril de 2006, e o projeto se mudou para a Paramount Pictures, depois dela ter adquirido os direitos da Sony. Nesse ano, o filme foi anunciado para ser uma produção da Marvel Studios. Em dezembro de 2007, Protosevich descreveu seus planos para "ser como uma história de origem de super-herói, mas não sobre um ser humano ganhando super poderes, mas sobre um deus percebendo seu verdadeiro potencial. É a história de um deus do Antigo Testamento que se torna um deus do Novo Testamento". Em agosto de 2007, a Marvel Studios contratou Matthew Vaughn para dirigir o filme. Vaughn então reescreveu o roteiro de Protosevich para reduzir o orçamento para 150 milhões de dólares, já que o roteiro de Protosevich iria custar 300 milhões de dólares para produzir. Ele pretendia começar a filmar no final de 2008 e depois do sucesso de Homem de Ferro, a Marvel Studios anunciou que pretendia lançar Thor em 4 de junho de 2010, com Homem de Ferro 2 sendo usado para introduzir o personagem Thor.

### Pré-produção
"Thor, no seu melhor, sempre teve uma inclinação clássica em termos de sua história, a maneira como ele fala e dos dramas Shakespeare que o rodeiam. Esse tipo de diálogo e personagem precisa de alguém que vem de um fundo de formação clássica para que ele não pareça forçado ou artificial. Branagh é a escolha perfeita. "
J Michael Straczynski, corroteiristaf de Thor, sobre Kenneth Branagh.

Vaughn saiu do projeto quando seu contrato expirou em maio de 2008, momento em m que a Marvel selecionou Protosevich para trabalhar em um novo roteiro e começou a procurar um novo diretor. Guillermo del Toro entrou em negociações para dirigir o filme. Del Toro era fã do trabalho de Jack Kirby nos quadrinhos e disse que ele amava o personagem de Loki, e desejava incorporar mais da mitologia nórdica original ao filme, incluindo uma "Valhalla realmente sombria", [com] viquingues e lama". No entanto, Del Toro acabou recusando Thor para dirigir O Hobbit. Em setembro de 2008, D.J. Caruso vinha discutindo sobre o projeto, embora ele não tinha lido o roteiro. Mais tarde naquele mês, Kenneth Branagh entrou em negociações para dirigir, e em dezembro de 2008, Branagh confirmou que ele havia sido contratado. Ele descreveu o filme como "uma história humana no centro de um grande cenário épico." Branagh afirmou que ele esperava começar a filmar em janeiro de 2010 e a Marvel Studios mudou a data de lançamento do filme do dia 16 de julho de 2010 para o dia 17 de junho de 2011, quase um ano depois. Mais tarde, eles transferiram a data de lançamento para 20 de maio de 2011 para se distanciar do lançamento de Capitão América: O Primeiro Vingador, outro filme da Marvel Studios que estava programado para ser lançado em 22 de julho de 2011. Em outubro de 2008, o papel foi oferecido a Daniel Craig, mas ele acabou recusando, citando seus compromissos com a franquia James Bond.
Em fevereiro de 2009, Samuel L. Jackson, que havia brevemente interpretado Nick Fury no final do filme Homem de Ferro, assinou para reprisar o papel em Thor como parte de um acordo de nove filmes com a Marvel Studios. No entanto, em uma entrevista de abril de 2010, Jackson declarou que ele não estaria aparecendo em Thor. Quando perguntado porque não, Jackson explicou, "Eu não tenho ideia. Eu não sou responsável por fazer esse tipo de decisões. Eu pensei que estava, eles disseram que eu estava nas negociações, e eu era como, 'Ooh! Eu tenho um  trabalho!' Liguei para o meu agente, ele disse: 'Não, você não está nele.'". Mais tarde no mesmo mês, Jackson revelou que ele estaria filmando uma cena para Thor servindo como "conexão" para Os Vingadores. Também em fevereiro, uma chamada de elenco estava procurando por atores com certos atributos físicos para teste para o papel de Thor.
Em maio de 2009, Chris Hemsworth estava em negociações para interpretar o papel-título depois de um processo de "vai-e-vem" no qual o ator de 25 anos de idade foi recusado no início, e então recebeu uma segunda chance de fazer o teste para o papel. O irmão de Hemsworth, Liam, também fez um teste para o papel. No dia seguinte, a Marvel anunciou que Tom Hiddleston, que havia trabalhado com Branagh antes e tinha sido inicialmente considerado para interpretar o papel principal, foi escalado como Loki. Em junho de 2009, o presidente da Marvel Studios, Kevin Feige, confirmou que Hemsworth e Hiddleston assinaram.  Feige mencionou que o filme aconteceria tanto na Terra moderna como em Asgard, mas o anfitrião humano de Thor, o Dr. Donald Blake, não estaria incluído. Em julho de 2009, Marvel anunciou que Natalie Portman iria interpretar Jane Foster. Jaimie Alexander e Colm Feore foram reportados se juntando ao elenco em setembro, com Alexander interpretando o papel de Sif e o papel de Feore não sendo revelado, embora tenha sido pensado que ele seria um vilão. Em entrevista com o site de notícias sueco Ystads Allehanda, Stellan Skarsgård afirmou que ele havia se juntado ao elenco, embora ele não especificou o seu papel. No final de outubro, Anthony Hopkins tinha sido escalado como Odin no filme. No mês seguinte, a Marvel anunciou que eles escalaram os Três Guerreiros: Fandral seria interpretado por Stuart Townsend, Hogun seria interpretado por Tadanobu Asano e Volstagg sera interpretado por Ray Stevenson. Idris Elba foi anunciado se juntando ao elenco, interpretando Heimdall. Natalie Portman revelou que Kat Dennings estaria envolvido no projeto, interpretando Darcy, uma colega de trabalho de Jane Foster de Portman.
Em dezembro, Rene Russo foi escalada como Frigga, a mãe de Thor e a esposa de Odin. Mais tarde naquele mês, os atores Joseph Gatt, Troy Brenna e Joshua Cox haviam sido escalados para o filme, embora nenhum de seus papéis foram revelados. Em janeiro de 2010, Adriana Barraza se juntou ao elenco do filme, em uma aparição de suporte. Poucos dias antes do início das filmagens, Stuart Townsend foi substituído por Joshua Dallas como Fandral, citando "diferenças criativas". Quando a produção de Homem-Aranha 4 da Columbia Pictures ficou paralisada, a Paramount e a Marvel anteciparam o lançamento de Thorpara 6 de maio de 2011, duas semanas antes da data divulgada anteriormente.
A Science & Entertainment Exchange introduziu a Marvel, Kenneth Branagh, "o roteirista e algumas pessoas no lado de design e produção das coisas" para três físicos (Sean Carroll, Kevin Hand e Jim Hartle), bem como o estudante de física Kevin Hickerson, para fornecer um fundo científico realista para o universo do Thor. A consulta resultou em uma mudança na profissão de Jane Foster, de enfermeira a física de partículas, e a terminologia (ponte de Einstein-Rosen) para descrever a Ponte de Bifrost.

### Filmagens

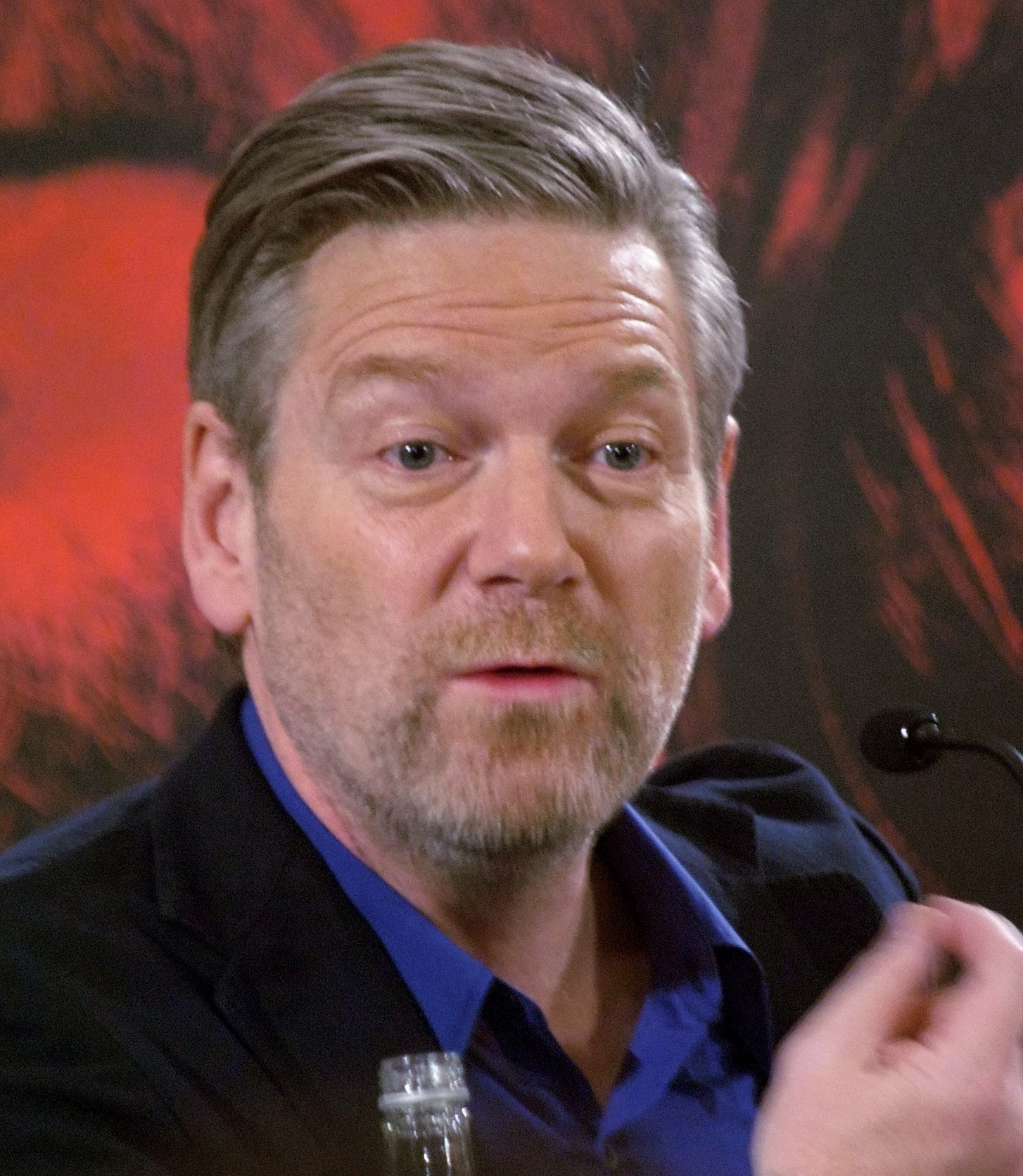
O diretor Kenneth Branagh promovendo o filme em Londres em abril de 2011.

Em outubro de 2008, a Marvel Studios assinou um contrato de arrendamento de longo prazo com a Raleigh Studios para filmar seus próximos quatro filmes—Homem de Ferro 2, Thor, Capitão América: O Primeiro Vingador e Os Vingadores—na instalação de Raleigh em Manhattan Beach, Califórnia. A Production Weekly informou que as filmagens de Thor da Marvel foram programadas para começar em Los Angeles em meados de janeiro, depois se mudando para Santa Fé, no Novo México, de março até o final de abril. A fotografia principal começou em 11 de janeiro de 2010. Poucos dias após as filmagens terem começado, Clark Gregg assinou para reprisar de Homem de Ferro e Homem de Ferro 2 como o Agente Coulson. Em fevereiro, a Paramount Pictures entrou em negociações com Del Mar, Califórnia para usar trechos de 300 jardas de praia para filmar uma cena de Thor envolvendo seis cavalos correndo pelo terreno. Paramount disse que esta costa foi ideal, porque sua inclinação gradual de areia até a linha d'água cria excelentes oportunidades de reflexão no filme. Em 15 de março de 2010, a produção de Thor mudou-se para Galisteo, Novo México, onde uma antiga cidade do cinema ocidental foi amplamente modificada para as filmagens.
Branagh, um fã de quadrinhos desde a infância, comentou sobre o desafio da ponte de Asgard e do mundo moderno:: "Inspirado pelo mundo dos quadrinhos tanto de forma gráfica como composicional ao mesmo tempo, nós tentamos encontrar uma maneira de fazer uma virtude e uma celebração da distinção entre os mundos que existem no filme, mas absolutamente fazê-los viver no mesmo mundo. É sobre encontrar o estilo de enquadramento, a paleta de cores, encontrar a textura e a quantidade de movimento de câmera que ajuda a celebrar e expressar as diferenças e as distinções nesses mundos. Se conseguir, ele irá marcar este filme tão diferente... A combinação do primitivo e o sofisticado, o antigo e o moderno, eu acho que potencialmente é a fusão emocionante".
Em abril, a produção desistiu de filmar partes de Thor em Del Mar, Califórnia. A Paramount Pictures enviou uma carta informando a cidade que, em vez disso, escolheram uma localização no Norte da Califórnia para filmar uma cena á praia para o filme. A carta citou preocupações com custos de produção, já que o local se encontrava muito longe de sua sede.

### Pós-produção
Em outubro de 2010, chamada de elenco revelou que o filme passaria por um número não revelado de refilmagens. Em março de 2011, as cenas envolvendo Adriana Barraza foram removidas do corte de cinema do filme durante o processo de edição. Branagh enviou uma carta de desculpas explicando os motivos do corte e desejo de trabalhar novamente com Barraza no futuro. Em resposta, Barraza afirmou, "Isso me entristece porque o filme é ótimo e porque eu estava atuando ao lado de alguns atores tremendos que eu admiro muito, mas entendo a natureza dos filmes, e não é a primeira ou a última vez que as cenas serão cortadas". Barraza aparece em apenas uma cena no corte de cinema do filme. No mesmo mês, Douglas Tait revelou que ele realizava a captura de movimento dos Gigantes de Gelo. Em sua contratação, Tait disse, "Eu tenho 6'5" e tenho uma compilação esbelta e atlética, e eles contrataram caras que eram 6'7" e mais altos e pesavam mais de 110 kg (250 libras). Quando o filme estava sendo editado, eles queriam torná-los ainda maiores e se moverem mais rápido. Eles audicionaram as pessoas novamente e Kenneth Branagh escolheu-me para realizar os movimentos de captura de movimento dos Gigantes de Gelo". Em abril de 2011, a IMAX Corporation, a Paramount Pictures e a Marvel anunciaram que finalizaram um acordo para lançar o filme no IMAX 3D, continuando a parceria que começaram em Homem de Ferro 2. Branagh afirmou que o processo 3-D inicialmente o fez encolher, mas disse: "Nós percebemos que, no nosso caso, o 3-D poderia ser o muito bom amigo de história e personagem para um tipo diferente de experiência". Embora o filme tenha sido filmado em 2D, Feige afirmou que os "efeitos especiais do filme foram concebidos e executados desde o início em 3D". A cena pós-créditos que mostra Nick Fury se aproximando de Erik Selvig para pedir-lhe para estudar o Tesseract, foi dirigida pelo diretor de Os Vingadores, Joss Whedon.
A BUF Compagnie serviu com a principal empresa de efeitos visuais trabalhando no filme, com a Digital Domain também fornecendo trabalho no filme. Branagh afirmou que a BUF foi inspirada pela fotografia do Hubble e outras imagens do espaço profundo. Branagh afirmou que ele enviou pinturas de estudos clássicos de J. M. W. Turner para a Digital Domain ao criar Jotunheim. Peter Butterworth, supervisor de VFX e co-fundador da Fuel VFX, disse que a tarefa mais desafiadora era interpretar como seria o Bifröst, "Você não pode ir no Google e ver como essas coisas se parecem—são totalmente imaginadas. Então, para extrair isso e interpretá-lo para a tela grande foi um desafio interessante criativamente. Tecnicamente, provavelmente criando simulações de fluidos que poderiam ser direcionadas para arte e utilizadas tanto para os shots da câmara de Bifröst como de Odin. Parte da dificuldade em resolvê-los é que tivemos que garantir que eles podiam funcionar em estéreo." No filme, Odin entra no que é conhecido como "Sono de Odin" em sua câmara para se regenerar. Butterworth afirmou, "Para a Câmara de Odin, desenvolvemos uma cúpula e uma cortina de raios de luz que pairam sobre a cama de Odin. Esta cúpula de luz sugere poder e energia aproveitados que o revitalizam enquanto dorme. Nós tomamos muita referência do mundo natural, como a coroa do sol, e deu o efeito de sono muito volume e espaço".

### Música
A trilha sonora do filme foi escrita pelo compositor Patrick Doyle, um colaborador frequente de Branagh. Doyle descreveu Thor como "o filme mais comercialmente alto que fiz desde Frankenstein, acrescentando que o processo de composição teve o desafio de tentar encontrar um tom que se encaixasse na dualidade de Asgard e a Terra. Assim, Doyle e Branagh tiveram discussões frequentes sobre a direção musical, com o diretor sugerindo uma sensação contemporânea e tendo um equilíbrio entre a música e "grandes imagens [que] não eram de forma alguma hiperbolizada", e o compositor, por sua vez, implementando "um forte senso de melodia, no qual ele responde no meu trabalho". Como Doyle declarou que seu próprio fundo celta o fazia familiar com a mitologia Nórdica, uma antiga música popular celta também forneceu a inspiração para o leitmotiv de Thor. Um álbum de trilha sonora foi lançado pela Buena Vista Records em abril de 2011.
O filme também apresenta uma música de Foo Fighters, "Walk", em uma cena em que um impotente Thor bebe algumas cervejas com Selvig em uma casa de estrada e nos créditos finais do filme. O presidente da Marvel, Kevin Feige, disse:
"Foi literalmente uma daquelas coisas que se uniram em questão de semanas, e se você perguntasse há dois meses, se queriamos ter uma música do Foo Fighters neste filme, eu teria dito que eu não penso assim. Mas nós ouvimos a música e gostamos muito. A música não foi escrita para o filme, obviamente, ele é do novo álbum deles, mas nós quase não podiamos acreditar quando ouvimos isso. Ken em particular simplesmente adorou essa letra sobre aprender a andar novamente e da forma que se encaixa nos temas do filme sobre redenção, aprender a ser um herói. A canção começa falando sobre estar a um milhão de milhas longe de casa e anseio e sendo separados por vastas distâncias, e não é nenhum segredo que Thor e Jane são de mundos diferentes."

## Lançamento
Thor realizou sua estréia mundial no Event Cinemas em George Street, em Sydney, em 17 de abril de 2011, com a abertura do filme em 21 de abril de 2011 na Austrália. O fim de semana seguinte abriu em 56 mercados, enquanto a estréia no El Capitan Theatre em Los Angeles, Califórnia, ocorreu em 2 de maio de 2011. Thor abriu em 6 de maio de 2011 nos Estados Unidos, em 3.955 cinemas (dos quais 214 foram IMAX 3D e 2.737 em 3D, um valor recorde).
No Brasil e em Portugal, o filme foi lançado respectivamente nos dias 28 e 29 de abril de 2011, com o mesmo título original.

### Marketing

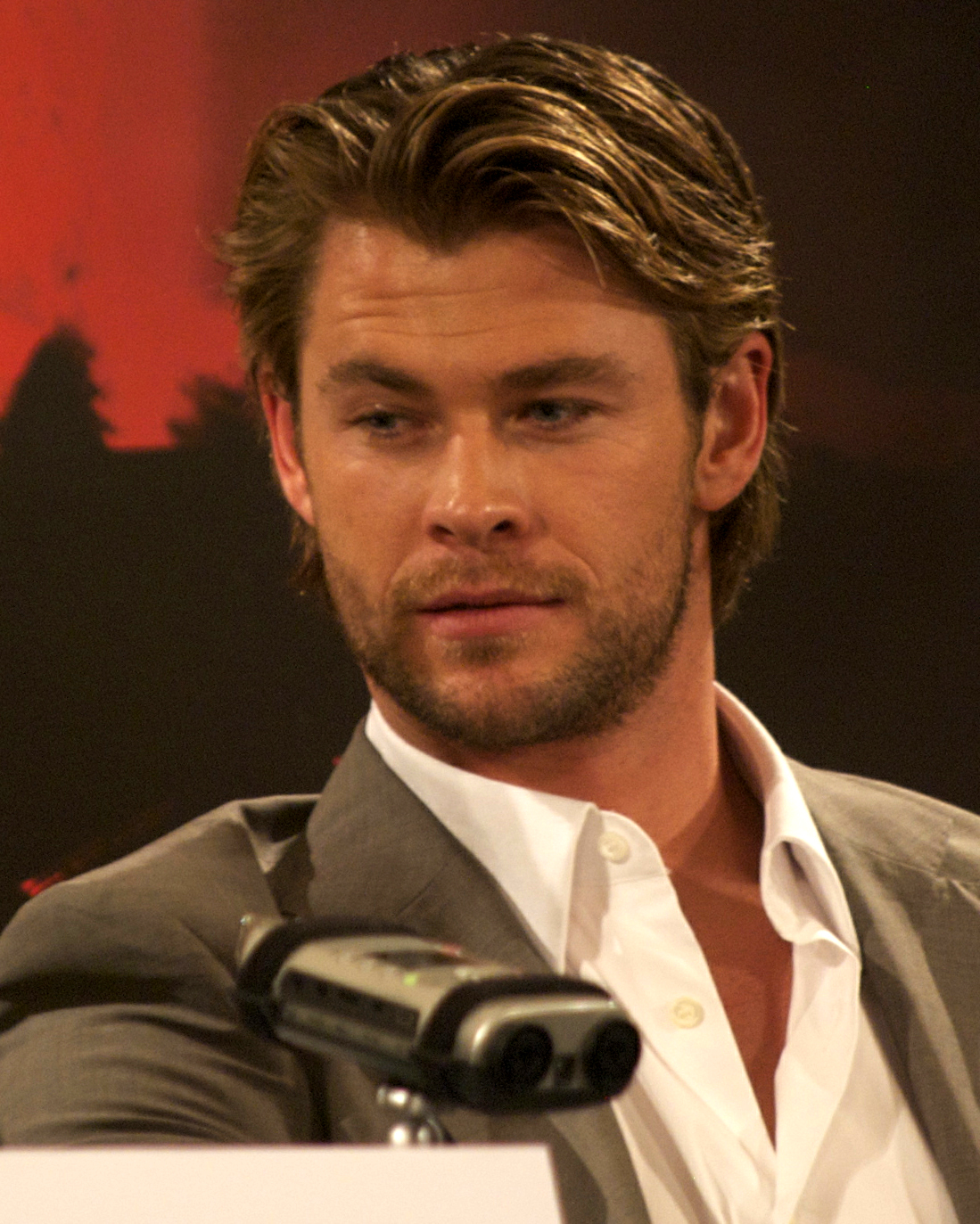
Hemsworth promovendo o filme em Londres em abril de 2011

Em julho de 2010, a Marvel Studios organizou um painel de Thor na San Diego Comic-Con 2010, durante o qual o diretor Kenneth Branagh e os atores Chris Hemsworth, Natalie Portman, Kat Dennings, Tom Hiddleston e Clark Gregg falaram sobre o filme e mostraram algumas cenas dele. Alguns dias depois, essas cenas vazaram na internet. O primeiro anúncio de televisão foi exibido pela primeira vez durante o Super Bowl XLV no canal Fox nos Estados Unidos. A Marvel Studios e a Acura lançaram uma promoção conjunta de marketing viral na Chicago Comic & Entertainment Expo. Outros parceiros promocionais oficiais incluíram Burger King, Dr Pepper, 7-Eleven e Visa. Em maio de 2011, o presidente do setor de animação da Marvel Enterteinment, Dan Buckley, e o editor-chefe da Marvel Comics, Axel Alonso, tocaram o sino de encerramento da New York Stock Exchange em comemoração ao lançamento nos cinemas de Thor.
Uma cena pós-créditos de Homem de Ferro 2 mostrou que Coulson relatava a descoberta de um grande martelo no deserto. Rick Marshall da MTV News, enquanto comentava sobre a arma ser o Mjöllnir pertencente a Thor, disse: "Continua a grande tradição de conectar um filme a outra propriedade  em desenvolvimento em todo o universo da Marvel no cinema." Na faixa de comentários do DVD e do Blu-ray de Homem de Ferro 2, o diretor de Homem de Ferro 2, Jon Favreau, declarou que "esta é uma cena do [set de] Thor".
A Marvel Animation anunciou uma série animada de 26 episódios em novembro de 2008, para ir ao ar no final de 2010 antes do lançamento do filme da Marvel Studios. A empresa lançou um filme de animação diretamente em vídeo, Thor: Tales of Asgard, para coincidir com o lançamento do filme em live-action.
Um jogo eletrônico intitulado Thor: God of Thunder baseado no filme foi desenvolvido pela Sega usando as vozes e semelhanças dos atores Chris Hemsworth, Tom Hiddleston e Jaimie Alexander, e foi lançado em 3 de maio de 2011.

### Home media
Em julho de 2011, a Marvel Studios e a Paramount Pictures anunciaram o lançamento de Thor em Blu-ray 3D, Blu-ray e DVD. Os discos foram lançados em 13 de setembro de 2011 em três edições: um DVD de disco único, um pacote combo de Blu-ray e DVD de 2 discos e um pacote combo de Blu-ray/DVD/3D de 3 discos. Todos os sets vêm com cenas excluídas e um featurette intitulado "Estrada para Os Vingadores". Os pacotes de 2 discos e 3 discos incluem uma cópia digital, a primeira em uma série da Marvel One-Shots, The Consultant, e 7 featurettes dos bastidores.
Branagh disse que o DVD inclui pelo menos 20 minutos de cenas deletadas. Branagh afirmou as cenas contém "coisas como os pais Asgardianos, Odin e Frigga, interpretada pela bela Rene Russo, há algumas cenas bonitas lá que eu acho que as pessoas irão gostar. E certamente Thor e Loki interagem de diferentes maneiras que preencham um pouco de uma história de fundo, isso foi parte de nosso ensaio e pesquisa." Na sua primeira semana de lançamento, Thor Thor ocupou o primeiro lugar no gráfico de vendas de Blu-ray/DVD e liderou o gráfico de mais vendidos da Home Media Magazine.
O filme também foi coletado em um box set de 10 discos intitulado "Marvel Cinematic Universe: Phase One - Avengers Assemble", que inclui todos os filmes da Fase Um no Universo Cinematográfico Marvel. Foi lançado pela Walt Disney Studios Home Entertainment em 2 de abril de 2013.

## Recepção

### Bilheteria
Thor arrecadou 181,0 milhões de dólares na América do Norte e 268,3 milhões de dólares em outros territórios, com um total mundial de 449,3 milhões de dólares. Foi também o décimo quinto filme de maior bilheteria de 2011.
Thor ganhou 25,5 milhões de dólares em seu dia de abertura nos Estados Unidos e no Canadá, incluindo 3,3 milhões de dólares de pré-visualizações de quinta-feira, para um fim de semana total bruto de 65,7 milhões de dólares. 6,2 milhões de dólares do total vieram do IMAX 3D, enquanto 60% do total foi de exibições em 3D. Tornou-se o décimo filme de maior bilheteria de 2011 nos Estados Unidos e Canadá, e o filme de quadrinhos de maior bilheteria de maio a agosto de 2011.
A abertura da Thor na Austrália gerou 5,8 milhões de dólares e o colocou em segundo atrás de Fast Five da Universal Pictures. A bilheteria do filme foi apenas 1% a mais do que Homem de Ferro na Austrália em 2008, o lançamento mais popular da Marvel no momento. Na semana seguinte, Thor abriu em 56 mercados e recebeu 89,2 milhões de dólares durante o fim de semana. Os maiores mercados de arrecadação do filme foram Reino Unido (22,5 milhões de dólares), Austrália (20,1 milhões de dólares) e México (19,5 milhões de dólares).

### Crítica
No Rotten Tomatoes, o filme tem uma aprovação de 77%, com uma nota média de 6.7/10, com base em 268 comentários. O consenso do site diz: "Um blockbuster deslumbrante que tempera seu alcance abrangente com sagacidade, humor e drama humano, Thor é um forte entretenimento da Marvel." No Metacritic, o filme tem uma pontuação de 57/100, baseado em 40 resenhas, indicando "críticas mistas ou médias".
Richard Kuipers da Variety afirmou: "Thor entrega os bens enquanto o alvo está sendo chutado e o conflito familiar está jogando em dimensões celestiais, mas é menos excitante durante o banimento bastante breve do deus dos guerreiros nórdicos na Terra" Megan Lehmann do The Hollywood Reporter escreveu: "O deus do trovão lançador do martelo começa este verão de super-herói com um estrondo" No Chicago Sun-Times, Richard Roeper gostou do filme "Graças em grande parte a uma performance encantadora e divertida do ator australiano Chris Hemsworth no papel principal, Thor é a estreia de super-herói mais divertida desde o Homem-Aranha original".
Por outro lado, Roger Ebert do Chicago Sun-Times deu-lhe uma crítica negativa afirmando: "Thor é um fracasso como um filme, mas um sucesso como marketing, uma ilustração da antiga tática de carnaval de dizer qualquer coisa para levá-los para a tenda" A. O. Scott do The New York Times também não gostou do filme, chamando-o de "um exemplo de triunfo programado do cálculo comercial acima da imaginação". Kenneth Turan do Los Angeles Times teve sentimentos mistos, descrevendo o filme como "um estímulo estético entre elementos previsíveis e inesperados". Turan elogiou as atuações de Hemsworth, Hopkins e Elba, mas achou os efeitos especiais inconsistentes e a história secundária da Terra.

### Prêmios e indicações
| Ano  | Prêmio                        | Categoria                                                         | Nomeação                                                                              | Resultado | Ref.    |
| ---- | ----------------------------- | ----------------------------------------------------------------- | ------------------------------------------------------------------------------------- | --------- | ------- |
| 2011 | Teen Choice Awards            | Melhor Performance Masculina                                      | Chris Hemsworth                                                                       | Indicado  | [ 152 ] |
| 2011 | Scream Awards                 | The Ultimate Scream                                               | Thor                                                                                  | Indicado  | [ 153 ] |
| 2011 | Scream Awards                 | Melhor Filme de Fantasia                                          | Thor                                                                                  | Indicado  | [ 153 ] |
| 2011 | Scream Awards                 | Melhor Super-Herói                                                | Chris Hemsworth como Thor                                                             | Indicado  | [ 153 ] |
| 2011 | Scream Awards                 | Melhor Atriz Coadjuvante                                          | Jaimie Alexander                                                                      | Indicado  | [ 153 ] |
| 2011 | Scream Awards                 | Atriz Revelação                                                   | Jaimie Alexander                                                                      | Indicado  | [ 153 ] |
| 2011 | Scream Awards                 | Ator Revelação                                                    | Chris Hemsworth                                                                       | Indicado  | [ 153 ] |
| 2011 | Scream Awards                 | Ator Revelação                                                    | Tom Hiddleston                                                                        | Indicado  | [ 153 ] |
| 2011 | Scream Awards                 | Melhores Efeitos especiais                                        | Thor                                                                                  | Indicado  | [ 153 ] |
| 2011 | Scream Awards                 | Melhor Filme de Quadrinhos                                        | Thor                                                                                  | Indicado  | [ 153 ] |
| 2012 | People's Choice Awards        | Filme de Ação Favorito                                            | Thor                                                                                  | Indicado  | [ 154 ] |
| 2012 | People's Choice Awards        | Super-Herói de Filme Favorito                                     | Chris Hemsworth                                                                       | Indicado  | [ 154 ] |
| 2012 | Visual Effects Society Awards | Melhor Ambiente Criado em um Longa-Metragem em Live-Action        | "Observatório de Heimdall": Pierre Buffin, Audrey Ferrara, Yoel Godo, Dominique Vidal | Indicado  | [ 155 ] |
| 2012 | Visual Effects Society Awards | Melhor Cinematografia Virtual em um Longa-Metragem em Live-Action | Xavier Allard, Pierre Buffin, Nicolas Chevallier                                      | Indicado  | [ 155 ] |
| 2012 | Empire Awards                 | Melhor Novato                                                     | Tom Hiddleston                                                                        | Venceu    | [ 156 ] |
| 2012 | Empire Awards                 | Melhor Filme de Fantasia/Ficção Científica                        | Thor                                                                                  | Venceu    | [ 156 ] |
| 2012 | Empire Awards                 | A Arte do 3D apresentada pelo RealD                               | Thor                                                                                  | Indicado  | [ 156 ] |
| 2012 | MTV Movie Awards              | Melhor Herói                                                      | Thor                                                                                  | Indicado  | [ 157 ] |
| 2012 | Saturn Awards                 | Melhor Filme de Fantasia                                          | Thor                                                                                  | Indicado  | [ 158 ] |
| 2012 | Saturn Awards                 | Melhor Ator Coadjuvante                                           | Tom Hiddleston                                                                        | Indicado  | [ 158 ] |
| 2012 | Saturn Awards                 | Melhor Design de Produção                                         | Bo Welch                                                                              | Indicado  | [ 158 ] |
| 2012 | Saturn Awards                 | Melhor Figurino                                                   | Alexandra Byrne                                                                       | Venceu    | [ 158 ] |

## Sequências

### Thor: The Dark World(2013)
Uma sequência, Thor: The Dark World, dirigida por Alan Taylor, foi lançada em 8 de novembro de 2013. Hemsworth e Hiddleston reprisam seus papéis como Thor e Loki, respectivamente, juntamente com outros do primeiro filme. Christopher Eccleston se junta ao elenco como o Elfo Negro Maletkith.

### Thor: Ragnarok(2017)
Thor: Ragnarok foi lançado em 3 de novembro de 2017, com direção de Taika Waititi. Hemsworth, Hiddleston, Hopkins e Elba reprisam seus papeis como Thor, Loki, Odin e Heimdall, respectivamente, enquanto Mark Ruffalo e Benedict Cumberbatch aparecerão como Bruce Banner/Hulk e Stephen Strange, respectivamente, reprisando seus papéis de filmes anteriores do UCM. Cate Blanchett, Tessa Thompson, Jeff Goldblum e Karl Urban se juntam ao eleco como Hela, Valkyrie, Grane Mestre e Executor, respectivamente.

### Thor: Love and Thunder(2022)
Uma terceira sequência chamada Thor: Love and Thunder está programada para ser lançada em 6 de maio de 2022. Hemsworth e Thompson irão reprisar seus papéis, com Natalie Portman retornando após não aparecer em Thor: Ragnarok. Portman vai retratar sua personagem assumindo o manto de Thor, semelhante aos quadrinhos.